# 마시멜로 (식물)
마시멜로(marsh-mallow, 학명: Althaea officinalis 알타이아 오피키날리스[*])는 아욱과의 여러해살이 식물이다. 원산지는 시베리아부터 중앙아시아를 거쳐 지중해와 유럽에 이르는 지역이다.

## 사진

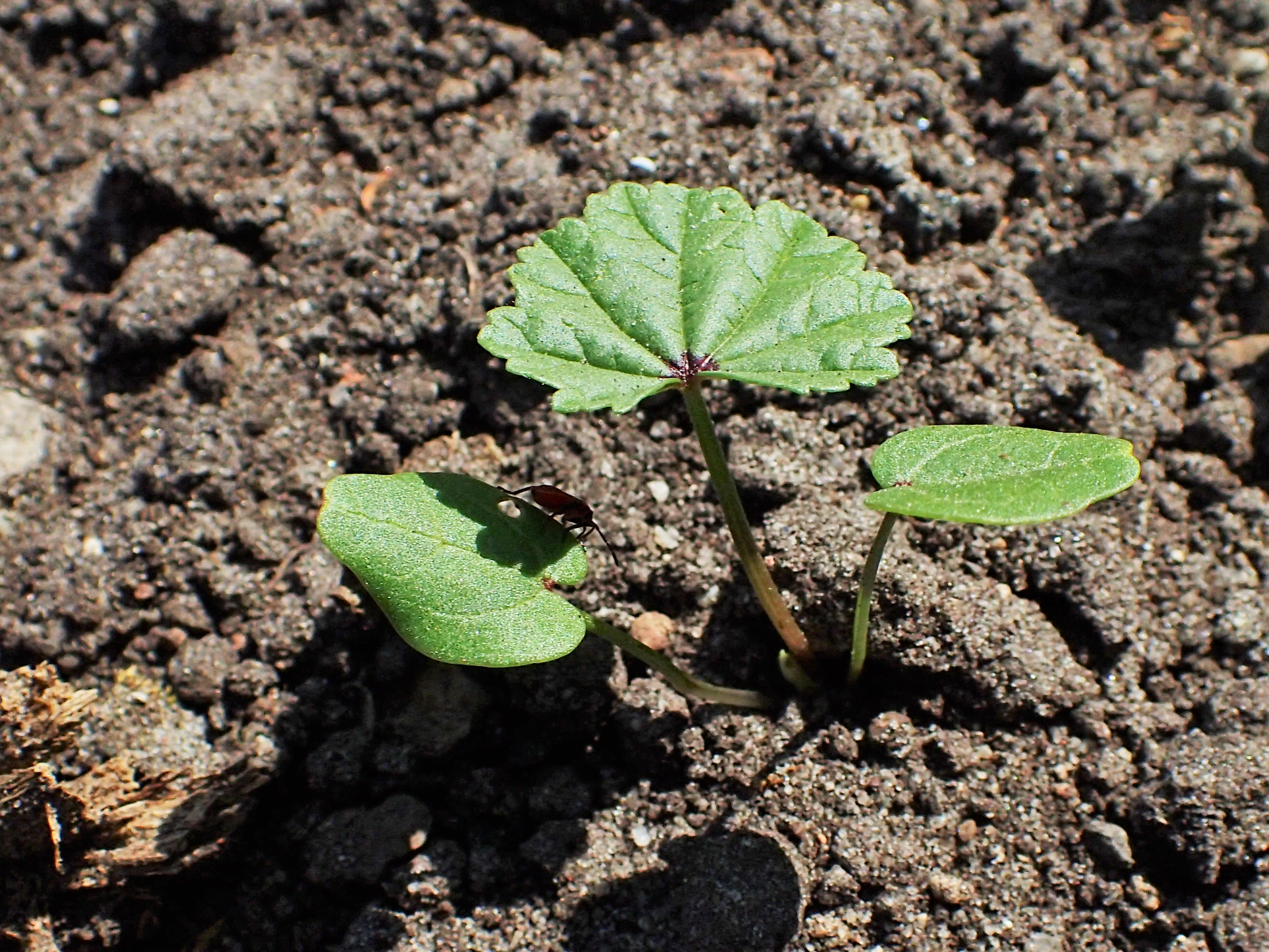
떡잎과 새싹
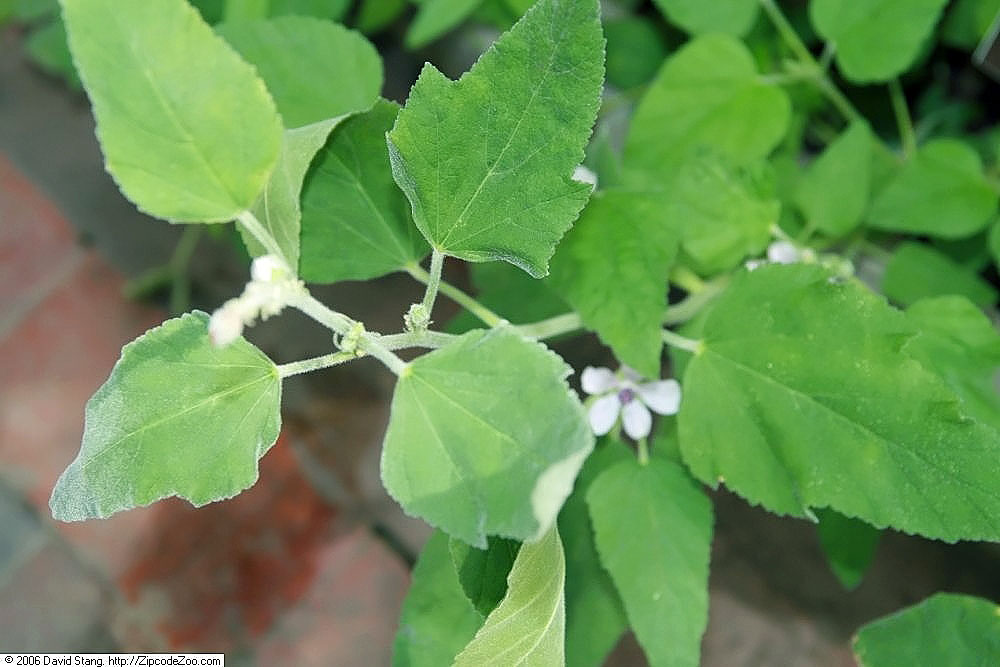
잎
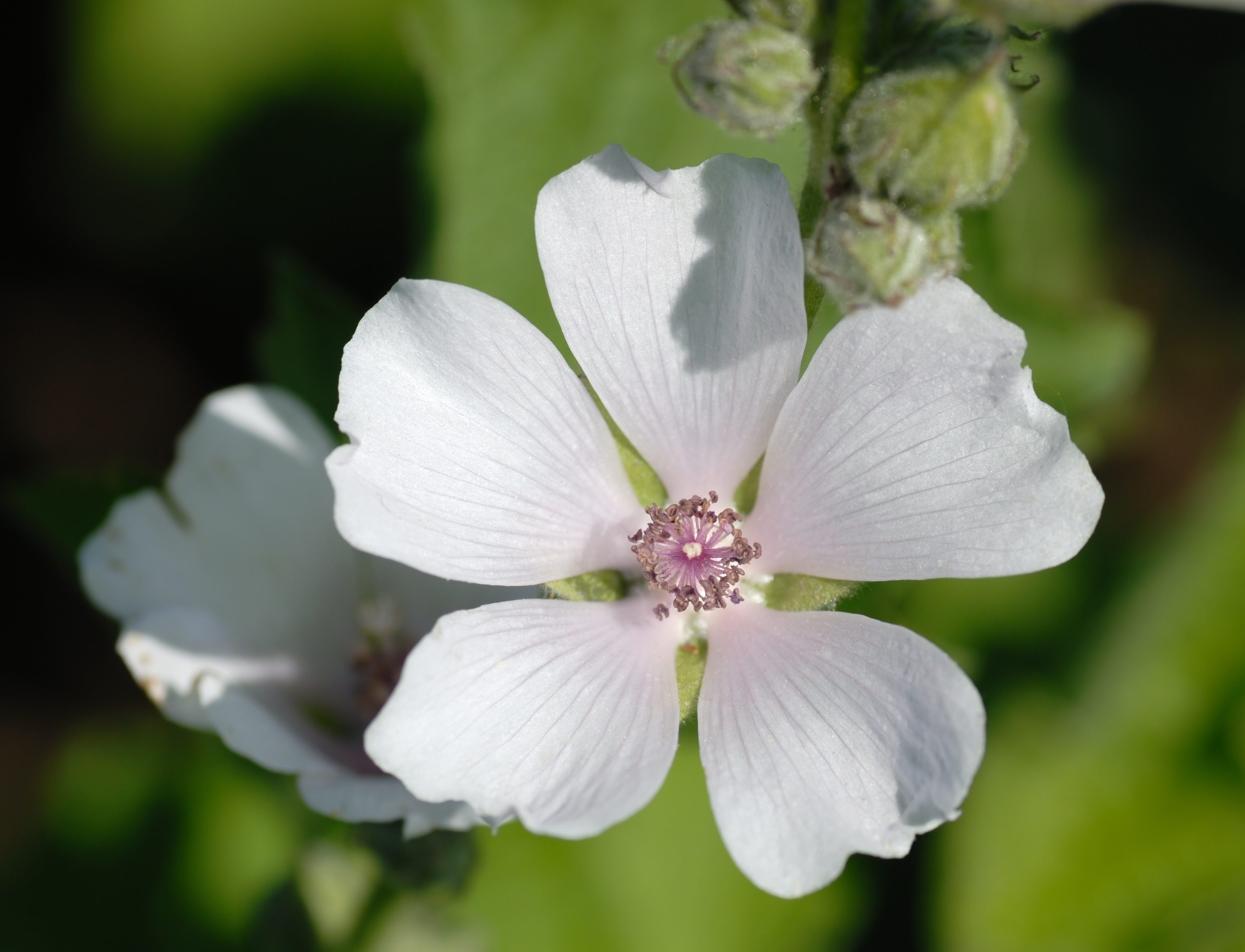
꽃
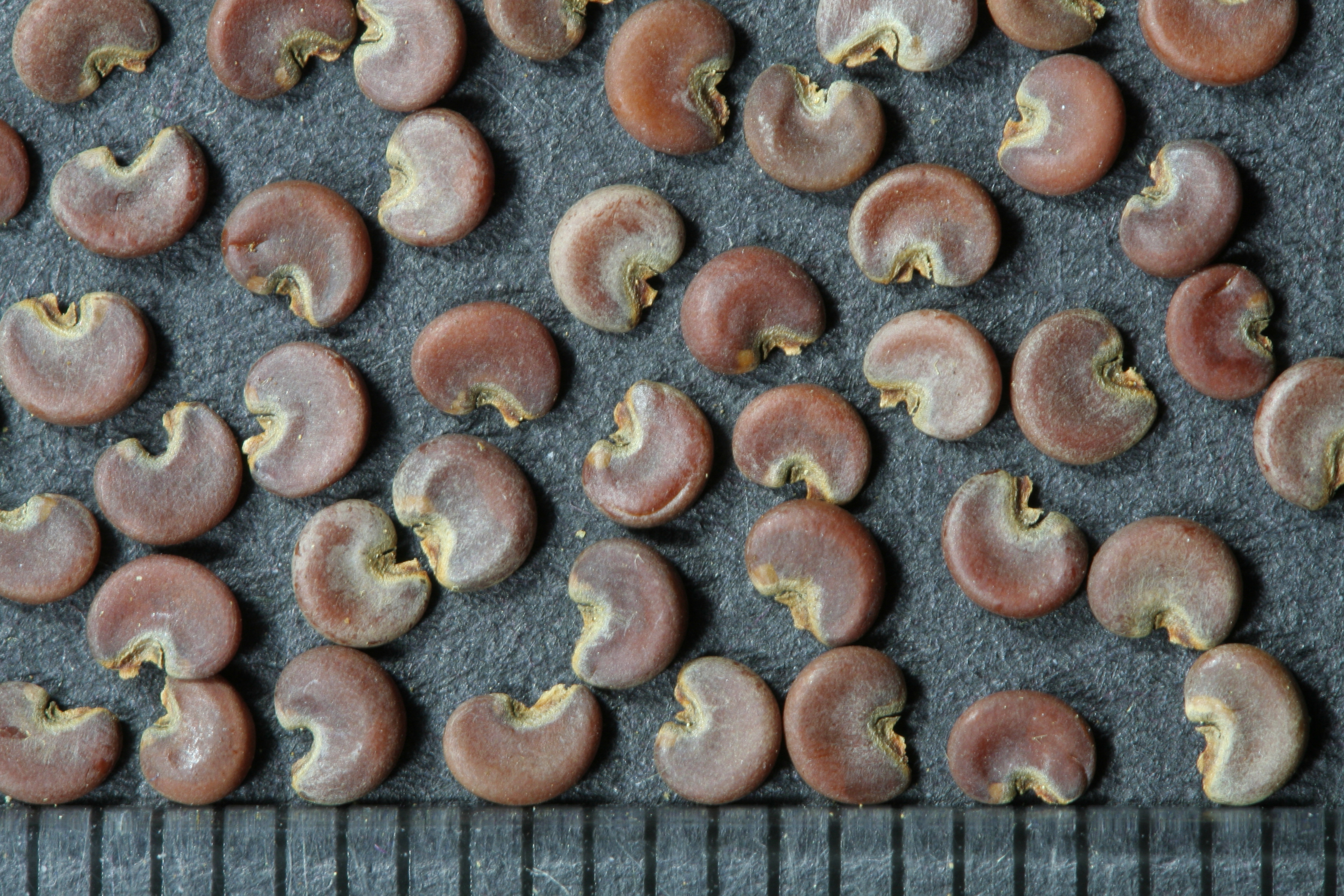
씨
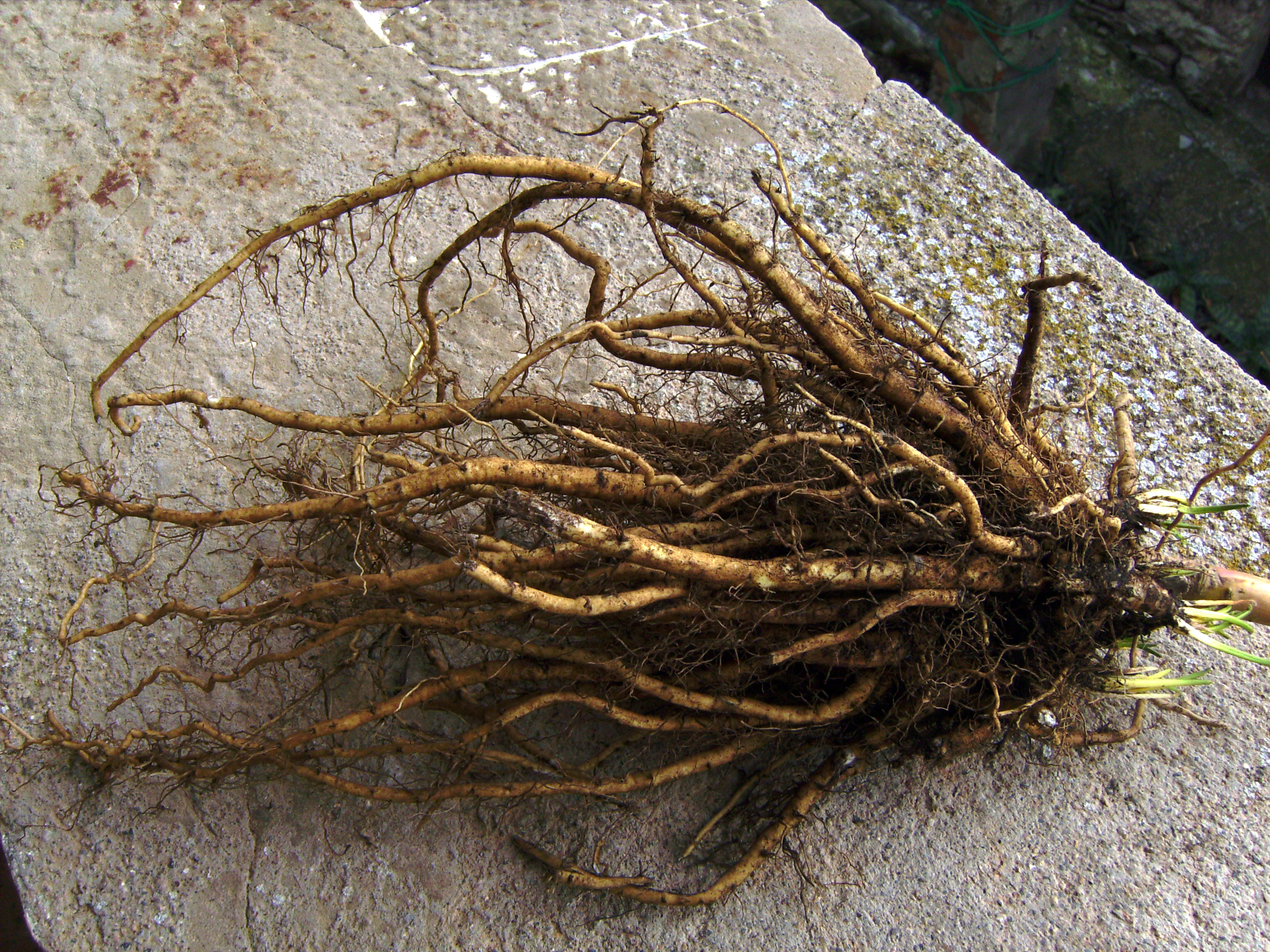
뿌리